# Maytime in Mayfair
Maytime in Mayfair (bra Parada de Amor) é um filme de comédia musical britânico de 1949, dirigido por Herbert Wilcox.